# Освиркване
Освиркването е акт на демонстриране на недоволство към някого или нещо, обикновено в отговор на артист, чрез силен вик: „Ууу!“ и поддържане продължително на звука „у“. Хората могат също да отправят знаци с ръце към артиста, като например палец надолу. Ако зрителите особено не харесват представлението, те също могат да придружават освиркването с хвърляне на предмети (в исторически план започнало с изгнили плодове и зеленчуци) на сцената. Викането може да се изпълни с фуниевидно събрани длани с цел насочване на издавания звук.
Артистите, освирквани за тяхното представяне, се чувстват обезпокоени и това повлиява на тяхното или на това на останалите в групата представяне. Ник Суишър заявява: „Боли. Понякога съм чувствителен човек и някои от нещата, които хората казват, малко ти влизат под кожата.“ Ледли Кинг заявява: „Просто ме разочарова, когато тълпата освирква Англия, кой ще помогне? Просто увеличава натиска върху играчите и ни дава още по-малък шанс за гол“. Контраргументът обаче гласи, че комбинацията от освирквания и ръкопляскания помага да се поддържа високото качество на публичните изпълнения чрез емоционално възнаграждаване на добрите и наказване на лошите.
Освиркването не винаги е преценка за изпълнението, но може да бъде израз на неодобрение на трета страна. Понякога това дори се насърчава, като например на The Game Awards 2015, когато публиката избухва в неодобрение при съобщението, че Konami законно забранява на Hideo Kojima да се явява. Водещият Джеф Кийли се съгласява с настроението, като казва: „Разочароващо е и за мен е немислимо, че на художник като Хидео няма да бъде позволено да идва тук и да празнува с връстниците си и колегите си от екипа“.

## Спорт
В спорта освиркването от феновете е доста разпространено. Те могат да освиркват особено омразните играчи в противниковия отбор или който и да е противник, когато има силно съперничество между отборите. Неспортсменското поведение също се освирква, като умишлено удряне на домакините в бейзбол или гмуркане (симулиране) в асоциациите по футбол или баскетбол (където е технически фал). Освиркването на съдии или помощни арбитри след непопулярно решение също е често срещано явление. Освиркването на изгонени играчи след получаване на втори жълт картон или директен червен картон също са често срещани по много причини. В професионалните спортове домакините – местните играчи или треньор може да бъдат освирквани поради лошо представяне или сезон.

## Политика
В Парламента на Обединеното кралство освиркването официално не е разрешено; Erskine May заявява: „Членовете не трябва да смущават член, който говори, чрез съскане, скандиране, пляскане, освиркване, възклицания или друго прекъсване.“ Независимо от това, подигравките и подмятанията са донякъде често срещани по време на въпросите на премиера.

## Популярна култура
Макар и рядко в сценичните изкуства, операта остава едно от изкуствата, при които освиркването остава, ако не и често, обичайно, когато е заслужено. В оркестровата музика освиркването обикновено е ограничено до премиерата на ново произведение.
По-рядко все още е филмите да бъдат освирквани на премиерата им и това обикновено се ограничава до филмови фестивали, когато присъства продуцентският екип.
В традиционната британска пантомима „злодеят обикновено злоупотребява (оскърбява) публиката, за да стимулира съскане и освиркване“, докато феята и другите главни действащи лица се приветстват.